# Ghiacciaio McNeile
Il ghiacciaio McNeile (in inglese McNeile Glacier) (63°54′S 59°26′W) è un ghiacciaio situato sulla costa di Davis, nella parte nord-occidentale della Terra di Graham, in Antartide. Il ghiacciaio, il cui punto più alto si trova 766 m s.l.m., fluisce verso nord scorrendo sul versante orientale della dorsale Klokotnitsa fino ad entrare nella baia di Charcot, appena a est della collina Borovan.

## Storia
Il ghiacciaio McNeile è stato mappato dal British Antarctic Survey, che all'epoca si chiamava ancora Falkland Islands and Dependencies Survey (FIDS), nel 1948, grazie a fotografie aeree scattate durante una spedizione antartica della stessa organizzazione. Il ghiacciaio è stato poi così battezzato in onore di C. McNeile, ricognitore di stanza alla stazione di ricerca del FIDS costruita presso la baia Hope nel 1948-49.